# Nazionale femminile under 17 di calcio della Spagna
La nazionale Under-17 di calcio femminile della Spagna, in spagnolo Selección femenina de fútbol sub-17 de España, è la rappresentativa calcistica femminile internazionale della Spagna formata da giocatrici al di sotto dei 17 anni, gestita dalla Federazione calcistica della Spagna (Real Federación Española de Fútbol - RFEF).
Come membro dell'UEFA partecipa a vari tornei di calcio giovanili internazionali riservati alla categoria, come al Campionato mondiale FIFA Under-17, Campionato europeo UEFA Under-17 e ai tornei a invito come l'italiano Torneo dei Gironi.
Con le sue cinque vittorie al Campionato europeo femminile di calcio di categoria è la seconda nazionale di calcio femminile Under-17 più titolata in Europa dopo la Germania.
È inoltre seconda per titoli ottenuti al Campionato mondiale FIFA Under-17, con due trionfi totalizzati, dietro la Corea del Nord, che nel 2024 ha vinto il suo terzo titolo, superando in finale proprio le spagnole (1-1, 4-3 d.t.r.).

## Partecipazioni ai tornei internazionali

### Piazzamenti agli Europei Under-17
- 2008: Non qualificata
- 2009: Secondo posto
- 2010: Campione
- 2011: Campione
- 2012: Non qualificata
- 2013: Terzo posto
- 2014: Secondo posto
- 2015: Campione
- 2016: Secondo posto
- 2017: Secondo posto
- 2018: Campione
- 2019: Semifinale
- 2020 - 2021: Tornei annullati
- 2022: Secondo posto
- 2023: Secondo posto
- 2024: Campione
- 2025: Fase a gironi

### Piazzamenti ai Mondiali Under-17
- 2008: Non qualificata
- 2010: Terzo posto
- 2012: Non qualificata
- 2014: Secondo posto
- 2016: Terzo posto
- 2018: Campione
- 2022: Campione
- 2024: Secondo posto
- 2025: Qualificata